# SV Grödig
Der Sportverein Grödig ist ein österreichischer Sport- und Fußballverein aus der Gemeinde Grödig im Land Salzburg und spielte in den Saisonen 2013/14 bis 2015/16 in der höchsten österreichischen Spielklasse, der Bundesliga. In der Saison 2015/16 kam der SV Grödig nicht über den zehnten und letzten Platz hinaus und hätte in die Erste Liga absteigen sollen, jedoch verzichtete Grödig auf die Lizenz für diese Liga und spielte danach bis 2023 in der Regionalliga West. Ab 23/24 spielen sie in der Salzburger Liga.

## Geschichte
Der Sportverein wurde am 20. März 1948 als Union Sportklub Grödig von deutschsprachigen Flüchtlingen, die in den Nachkriegsjahren im sogenannten Schwabenlager Grödig, einem Lager für Displaced Persons, lebten, gegründet. Nach der Aufnahme in den Salzburger Fußballverband als Schutzverein durfte der USK Grödig in der Saison 1949/50 in der 2. Klasse B an der Meisterschaft teilnehmen. Vorerst jedoch ebenso wie die donauschwäbischen Schwesternvereine Danubia Salzburg und Victoria Salzburg nur außer Konkurrenz, da die Donauschwaben in Österreich als Ausländer galten und das nicht mit der im Regulativ des ÖFB festgelegten "Nichtösterreicher-Beschränkung" vereinbar war. Inoffizieller Meister dieser Premierensaison wurde die Danubia vor dem offiziellen Meister Anif. Am 4. September 1955 wurde der Union Sportklub in SV Grödig umbenannt. Heute ist Grödig nicht nur der erfolgreichste, sondern auch der letzte noch bestehende von donauschwäbischen Flüchtlingen gegründete Fußballklub Salzburgs.
Die Klubfarben des Vereins sind Dunkelblau und Weiß. Den ersten Erfolg verbuchten die Grödiger 1967 mit dem Aufstieg in die Salzburger Landesliga (3. Spielstufe). 1977 qualifizierte sich der Verein als Vizemeister der viertklassigen Salzburger Liga hinter dem ASK Salzburg für die neu eingeführte drittklassige Alpenliga und erreichte im selben Jahr die zweite Runde im ÖFB-Cup, in der der Verein allerdings am Grazer AK scheiterte. Nach mehreren von Misserfolg gekrönten Jahren, die im Abstieg bis in die letzte Spielklasse mündeten, konnte sich der Sportverein zu Beginn der 1990er Jahre zwischen der 1. Klasse und der 2. Landesliga einpendeln.
Seit dem Spieljahr 2002/03 legte Grödig eine Erfolgsserie mit drei Meistertiteln in vier Saisonen hin und spielte sich aus der 1. Klasse Nord bis in die Regionalliga West. Im Spieljahr 2005/06 fanden sich die Grödiger beständig auf den vorderen Tabellenplätzen, der Meistertitel schien im letzten Drittel der Meisterschaft jedoch bereits an den Lokalkonkurrenten USK Anif vergeben. In der drittletzten Runde konnte der SV Grödig die schwächelnden Anifer überholen und feierte damit nach dem Abstieg aus der Regionalliga im Jahr 1980 die Rückkehr in die dritte Leistungsstufe.

### Aufstieg in die Erste Liga

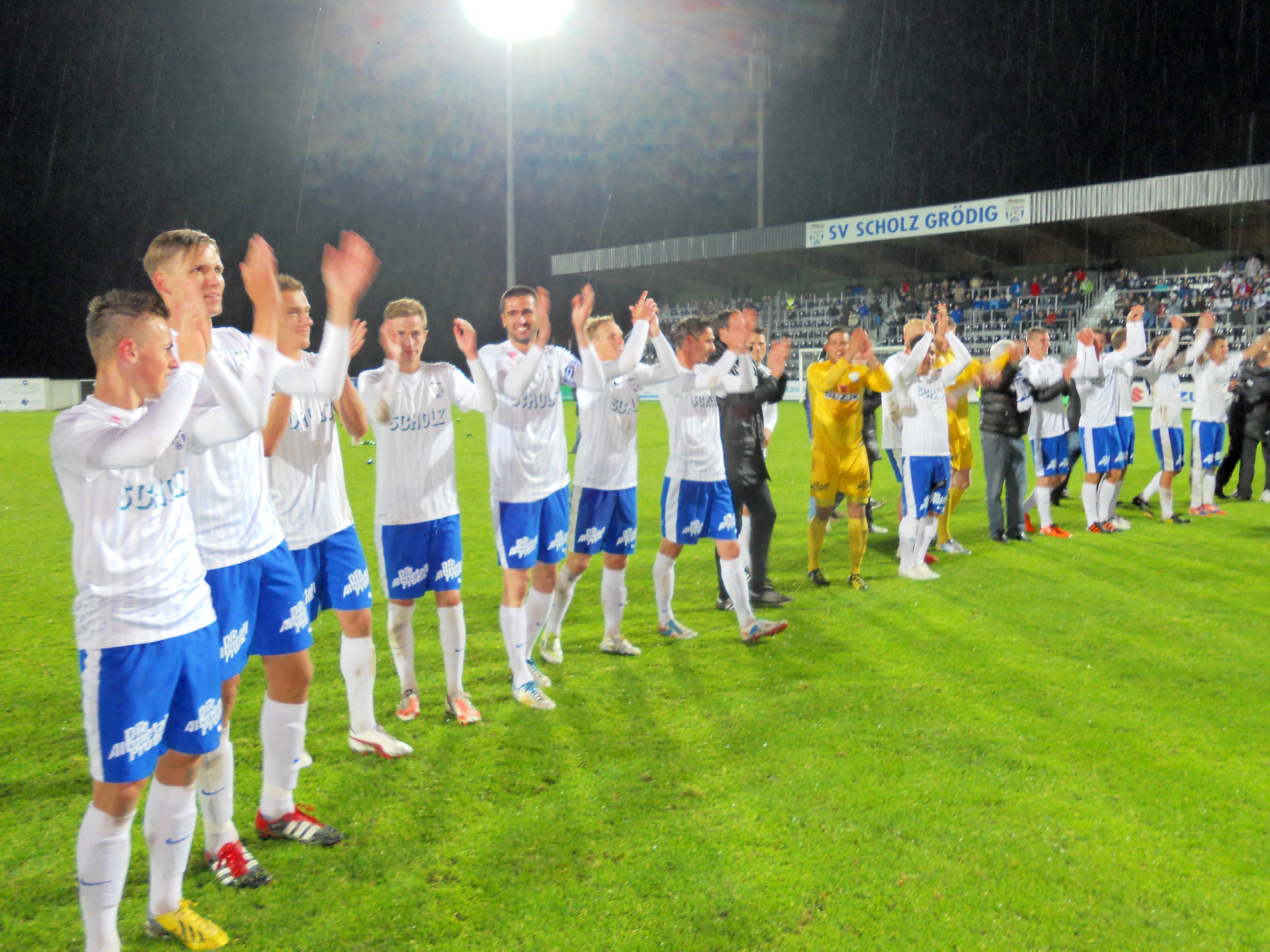
Die Spieler des SV Grödig feiern nach dem letzten Spiel in der Ersten Liga (Mai 2013)

In der Sommerpause 2006 sorgte der Verein mit der Verpflichtung des ehemaligen Nationalteamspielers Edi Glieder als neuen Trainer für österreichweites Aufsehen. In der Saison 2006/07 gelang der sechste Platz. Im Folgejahr wurde mit Heimo Pfeifenberger ein weiterer prominenter Trainer geholt, der schließlich den angestrebten Aufstieg in die Erste Liga am 21. Mai 2008 mit einem 2:2 gegen den FC Hard fixieren konnte. Trotz des Aufstiegs in die Erste Liga und des achten Platzes wurde Heimo Pfeifenberger zwei Wochen nach Ende der Herbstmeisterschaft beurlaubt, weil sich der damalige Präsident Toni Haas „eine positive und erfolgversprechende Zusammenarbeit“ nicht mehr vorstellen konnte. Zu seinem Nachfolger wurde Miroslav Bojčeski bestellt, der zuvor SV Austria Salzburg coachte. Dennoch konnte der Klassenerhalt nicht gelingen, die Mannschaft fiel auf den 10. Platz zurück und musste wieder in die Regionalliga West zurück. Anschließend übernahm Michael Brandner, davor Trainer der 1b-Mannschaft, das Training der Kampfmannschaft. Dieser erklärte jedoch im März 2010 seinen Rücktritt. Als sein Nachfolger wurde am 5. April 2010 Heimo Pfeifenberger vorgestellt.

### Wiederaufstieg und Meistertitel in der Ersten Liga
Die Saison 2009/10 verlief für den Sportverein perfekt, und so konnte man am Ende der Saison den Wiederaufstieg in die Erste Liga fixieren. Zuerst hätte man gegen First Vienna FC in zwei Relegationsspielen, um einen Platz in der Liga zu erhalten, antreten müssen. Aber aufgrund der Lizenzverweigerung für den SK Austria Kärnten und den FC Dornbirn 1913 konnte man direkt aufsteigen. Zur neuen Saison wurden gleich zwei Transfer-Kracher fixiert und so konnte Sportchef Christian Haas Herwig Drechsel und Matthias Hattenberger nach Salzburg holen. Im Winter folgte dann ex ÖFB-Goalie Andreas Schranz und Rückkehrer Diego Viana. Am 3. Mai 2013 sicherte sich die Mannschaft mit einem 2:1-Sieg gegen Verfolger Austria Lustenau bereits vorzeitig und zum ersten Mal den Meistertitel in der Ersten Liga.

### Aufstieg in die Bundesliga und Teilnahme am internationalen Fußball
Der Aufsteiger in die höchste österreichische Spielklasse erwies sich in der Saison 2013/14 als die Sensationsmannschaft schlechthin und qualifizierte sich mit dem dritten Platz hinter Meister FC Red Bull Salzburg und Rapid Wien für die UEFA-Europa-League-Qualifikation. Erfolgstrainer Adi Hütter wechselte nach dem Ende der Meisterschaft zu Red Bull Salzburg, neuer Trainer wurde der Tiroler Michael Baur. Dieser setzte den Erfolgslauf der Grödiger fort: In der zweiten Qualifikationsrunde zur UEFA Europa League setzte man sich mit einem Gesamtscore von 5:2 souverän gegen Čukarički Belgrad, den Fünftplatzierten der serbischen Meisterschaft durch und stieß somit in die dritte Qualifikationsrunde vor, wo der Gegner Zimbru Chișinău aus Moldawien war. Nach einer Heimniederlage (1:2) reichte ein Auswärtssieg (1:0) nicht, um das Ausscheiden zu verhindern.
In der Herbstsaison 2014/15 belegten die Grödiger den sechsten Platz. Nach sieben Jahren beendete der deutsche Schrotthändler Scholz die Zusammenarbeit mit dem Verein, da sich das Unternehmen aus dem Sportsponsoring zurückzog. In der Winterübertrittszeit verlor der Verein den besten Torschützen Yordy Reyna, der in die zweite deutsche Bundesliga zu RB Leipzig wechselte. Als Ersatz gelang die leihweise Verpflichtung von Lucas Venuto vom FC Liefering.

### Abstieg aus der Bundesliga 2015/16

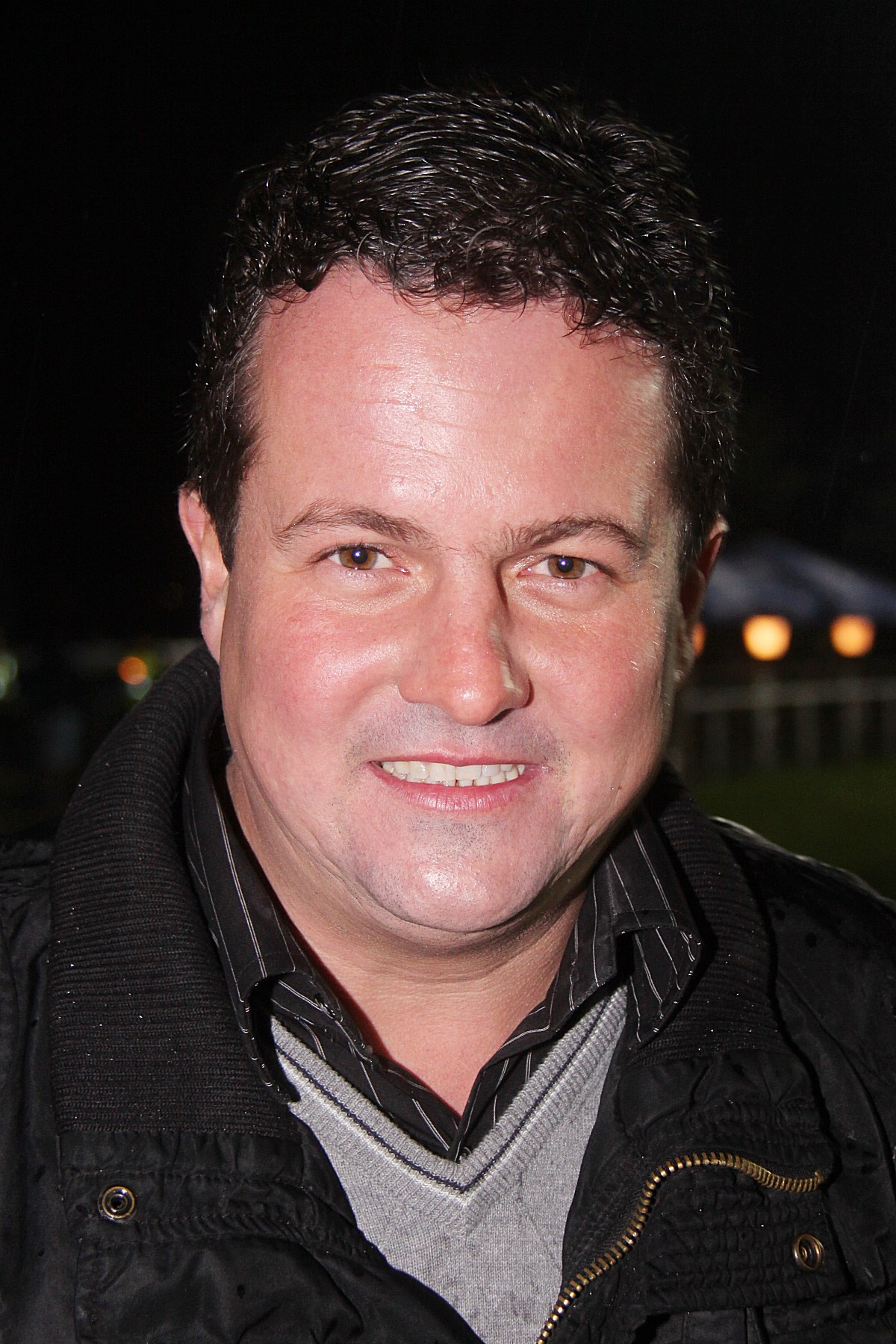
Am Ende der Saison 2015/16 verkündete der sportliche Leiter Christian Haas das Ende des Profibetriebs.

Nach einer für den Verein nicht zufriedenstellend verlaufenen Frühjahrssaison wurde am Ende der Meisterschaft 2014/15 mit Peter Schöttel und Martin Hiden ein neues Betreuer-Duo installiert. Zahlreiche Leistungsträger verließen den Verein und wurden durch junge Spieler ersetzt. Darunter befinden sich mit Christian Derflinger, Dominik Baumgartner, Alexander Schlager, Bernd Gschweidl und Martin Rasner Spieler, die zu den Kadern der Österreichischen U19-, U20- und U21-Nationalmannschaften zählen. Seit 15. Oktober 2015 hat der SV Grödig wieder einen Präsidenten: Helmut Gruber, Geschäftsführer der Salzburger Werbeagentur G.A. Service GmbH, wurde Nachfolger von Toni Haas der bereits vor drei Jahren offiziell zurücktrat, dem Verein aber in beratender Funktion auch in der „präsidentenlosen“ Zeit zur Verfügung stand. Toni Haas wurde zum Ehrenpräsidenten auf Lebenszeit ernannt.
Anfangs der Saison 2015/16, die mit Peter Schöttel als Trainer bestritten wurde, lief es für den SV Grödig zufriedenstellend. Nach Ende des Hinrunde lag der Verein mit 23 Punkten am sechsten Tabellenplatz. Nachdem Grödig Lucas Venuto an den FK Austria Wien verloren hatte, verlief die Rückrunde jedoch katastrophal. Die Mannschaft erreichte nur mehr zwei Siege und drei Unentschieden, fiel dadurch Platz um Platz zurück und landete schließlich nur auf dem zehnten und letzten Rang, der mit dem Abstieg von der Bundesliga in die Erste Liga gleichbedeutend war. Jedoch verzichtete Grödig auf die Lizenz für die Erste Liga und zog sich somit aus dem Profifußball zurück, um in der Regionalliga West weiterzuspielen. Außerdem gab Trainer Peter Schöttel am letzten Spieltag in Mattersburg bekannt, aus seinem ursprünglich bis 2017 befristeten Vertrag auszusteigen, da dieser nur für die höchste Spielklasse gelte.

### Seit 2016 in der Regionalliga
Nach dem Rückzug des Vereins spielte man seit der Saison 2016/17 in der drittklassigen Regionalliga. Dort konnte der SVG in den ersten beiden Spielzeiten jeweils die Vizemeisterschaft der Weststaffel erreichen, anschließend pendelte man immer zwischen dem 6. und 10. Platz in der Endtabelle. Am Ende der Saison 2022/23 stieg man in die viertklassige Salzburger Liga ab.

## Erfolge

Historisches Vereinswappen des SV Grödig

- Halbfinale Österreichischer Fußball-Cup 2014/15 (ÖFB-Samsung-Cup)
- 3. Platz Österreichische Fußball-Bundesliga (Qualifikation zur Europa-League-Qualifikation)
- Meister Erste Liga (1): 2013
- Sieger SFV-Stiegl Landescup (Bundesland Salzburg): 2017
- Meister Regionalliga West (3): 2008, 2010
- Vizemeister Regionalliga West (3): 1977, 2017, 2018
- Meister 1. Landesliga (4): 2006
- Meister 1. Klasse (4): 1967
- Meister 2. Landesliga Nord (5): 2005
- Vizemeister 2 Landesliga Nord (5): 2004
- Meister 1. Klasse Nord (6): 1993, 2003
- Meister 2. Klasse Nord (7): 1991

## Europapokalbilanz
| Saison  | Wettbewerb         | Runde                  | Gegner          | Gesamt    | Hin     | Rück    |
| ------- | ------------------ | ---------------------- | --------------- | --------- | ------- | ------- |
| 2014/15 | UEFA Europa League | 2. Qualifikationsrunde | FK Čukarički    | 5:2       | 4:0 (A) | 1:2 (H) |
| 2014/15 | UEFA Europa League | 3. Qualifikationsrunde | Zimbru Chișinău | (a)2:2(a) | 2:1 (H) | 0:1 (A) |

Gesamtbilanz: 4 Spiele, 2 Siege, 2 Niederlagen, 7:4 Tore (Tordifferenz +3)

## Ehemalige bekannte Spieler
| - Dietmar Berchtold - Sascha Boller - Ione Cabrera - Tomi Correa - Herwig Drechsel - Thomas Eder - Edi Glieder - Simon Handle - Matthias Hattenberger - Philipp Huspek - Torsten Knabel - Thomas Krammer - Sanel Kuljic - Bartoloměj Kuru - Mario Leitgeb | - Leonardo - Stefan Lexa - Adi Macek - Patrick Mayer - Miroslav Milošević - Stefan Nutz - Ernst Öbster - Issiaka Ouédraogo - Manfred Pamminger - Heimo Pfeifenberger - Benedikt Pichler - Marvin Potzmann - Dominik Pürcher - Yordy Reyna - Tobias Rieser | - Andreas Schranz - Christoph Schösswendter - Thomas Salamon - Sebastian Siller - Daniel Sobkova - Cican Stankovic - Peter Tschernegg - Diego Viana - Manuel Wallner - Lucas Venuto - David Witteveen - Cican Stankovic - Philipp Zulechner |

## Trainer seit 2004
Stand: 22. Juli 2022

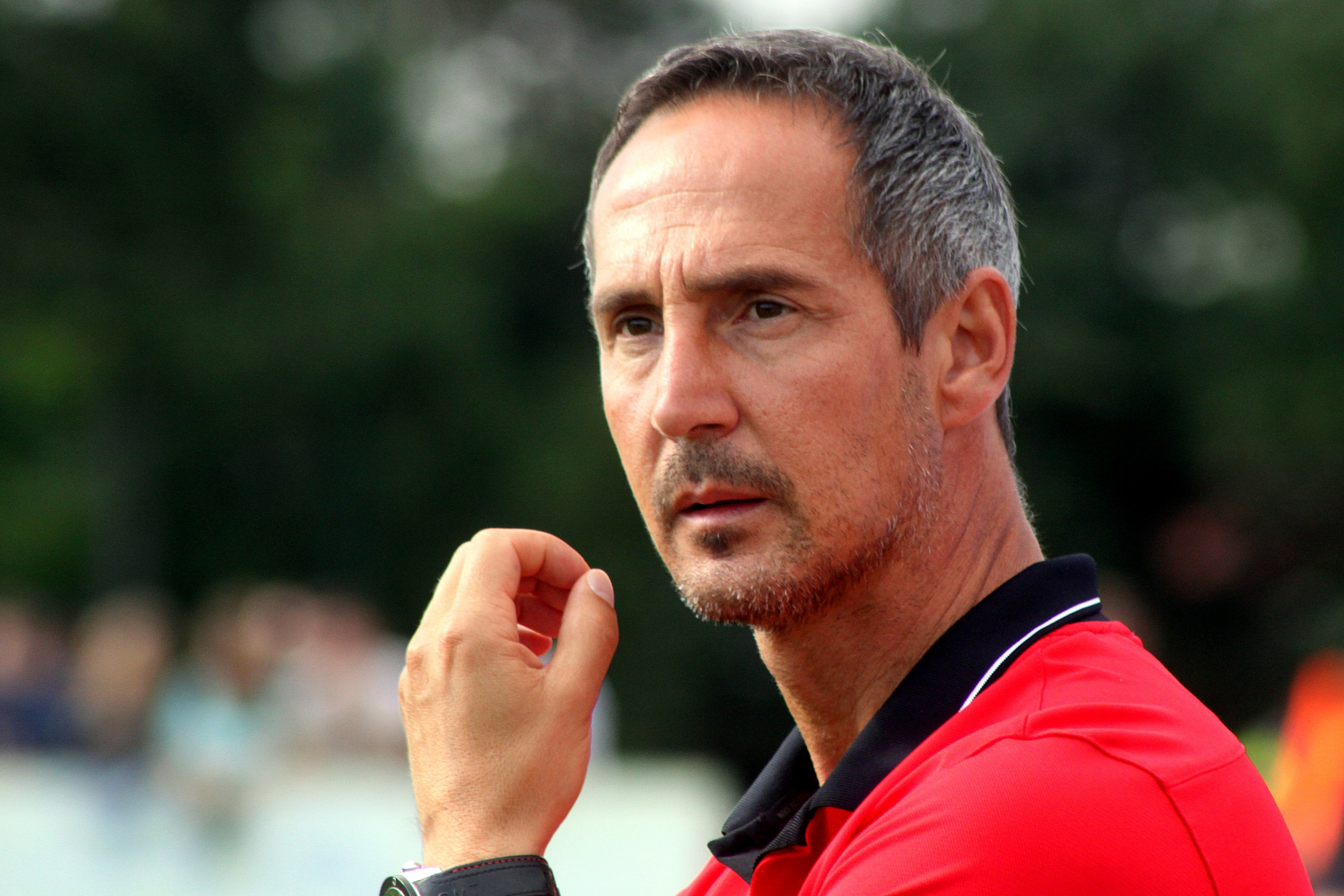
Unter Trainer Adi Hütter stieg der SV Grödig in die Bundesliga auf.

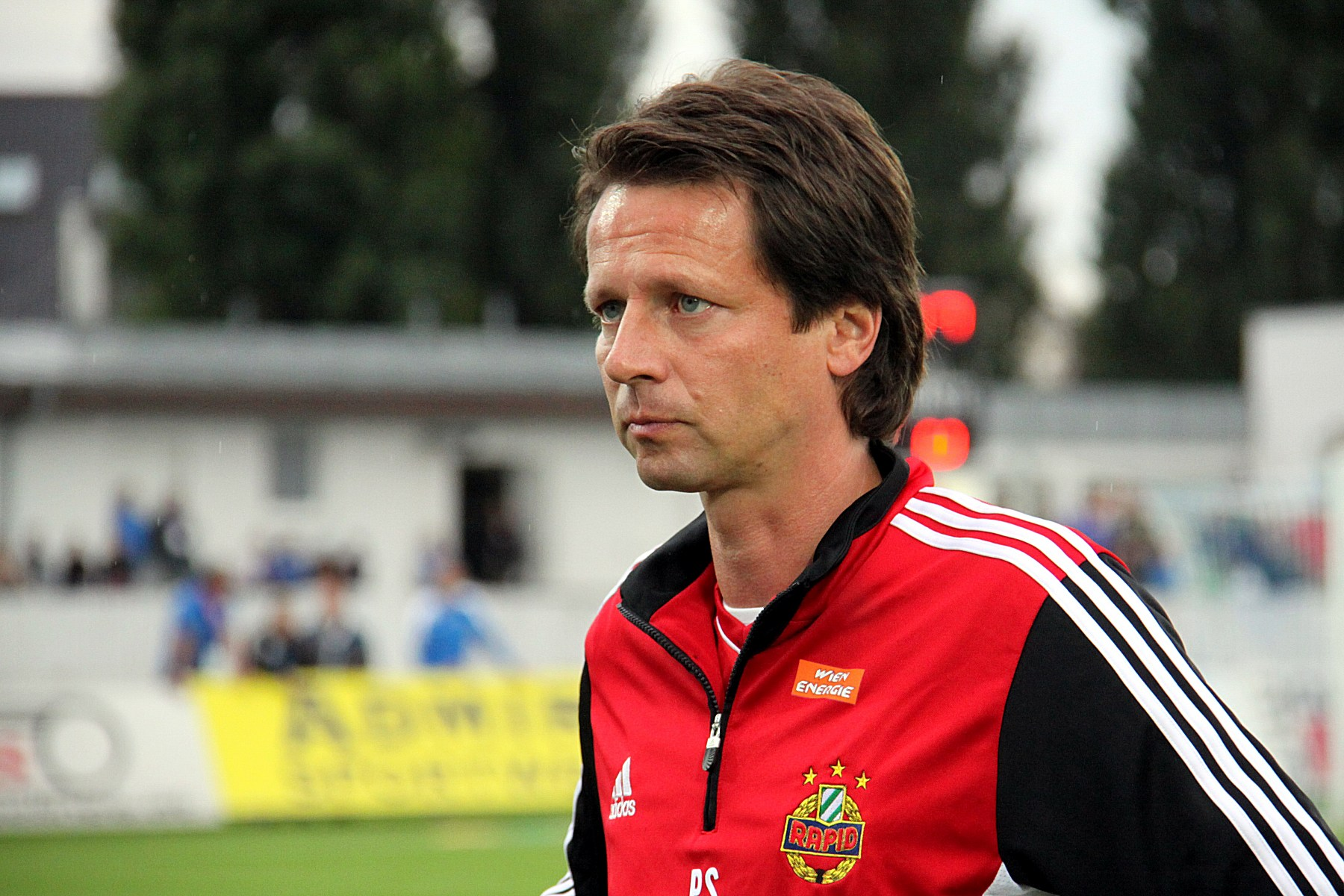
Unter Peter Schöttel mussten die Grödiger wieder absteigen.

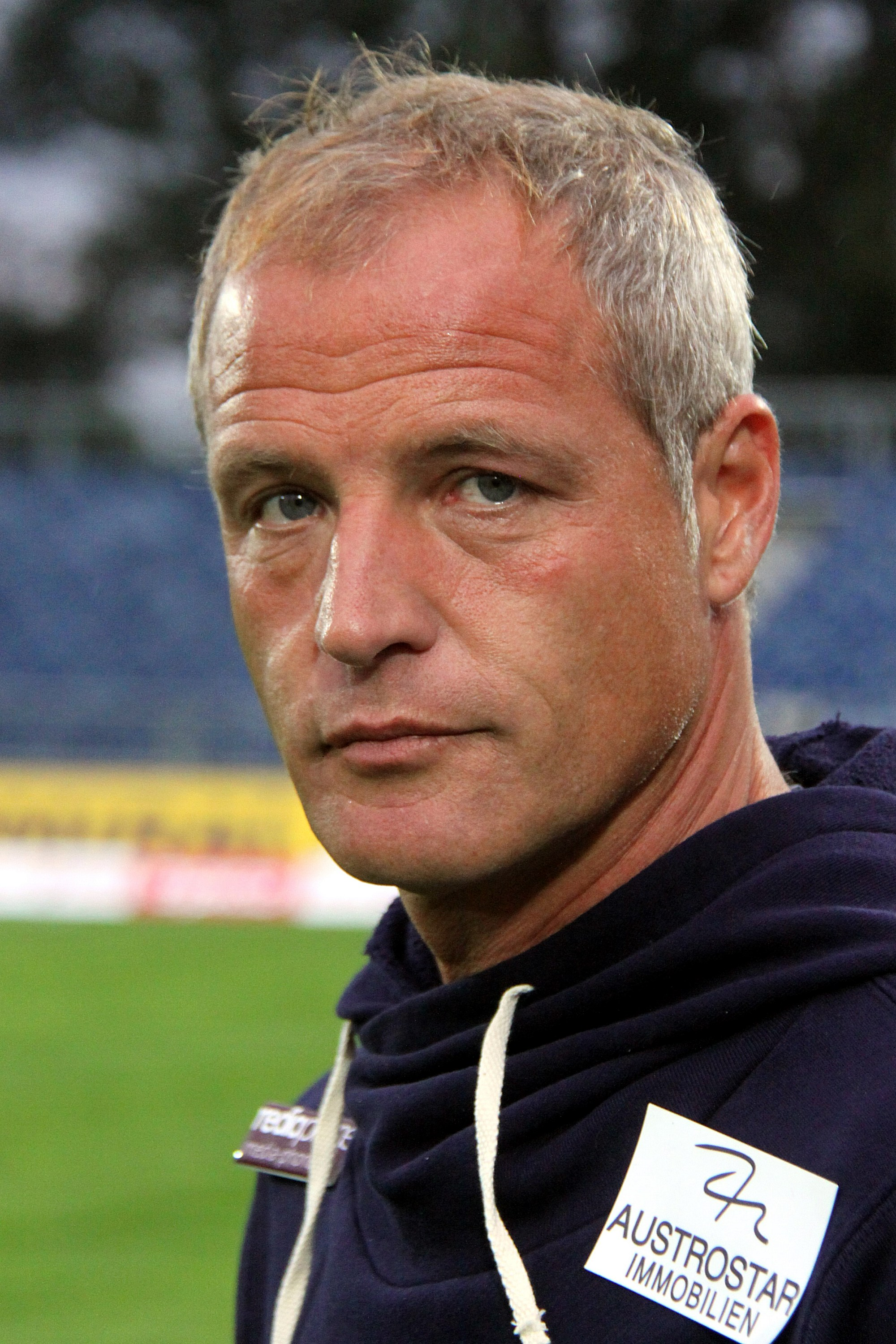
Heimo Pfeifenberger war bisher drei Mal in seiner Karriere Trainer der Grödiger.

- Herbert Moser (von 1. Juli 2004 bis 30. Juni 2005)
- Miroslav Bojčeski (von 20. August 2005 bis 30. Juni 2006)
- Edi Glieder (von 1. Juli 2006 bis 30. Juni 2007)
- Heimo Pfeifenberger (von 1. Juli 2007 bis 12. Dezember 2008)
- Miroslav Bojčeski (von 14. Dezember 2008 bis 30. Juni 2009)
- Michael Brandner (von 1. Juli 2009 bis 26. März 2010)
- Johann Davare (von 26. März 2010 bis 3. April 2010)
- Heimo Pfeifenberger (von 4. April 2010 bis 30. Mai 2012)
- Adi Hütter (von 1. Juni 2012 bis 31. Mai 2014)
- Michael Baur (von 1. Juni 2014 bis 4. Juni 2015)
- Peter Schöttel (von 17. Juni 2015 bis 30. Juni 2016)
- Andreas Fötschl (von 1. Juli 2016 bis 6. November 2017)
- Jilmaz Özel (von 6. November 2017 bis 31. Dezember 2017)
- Mario Messner (von 1. Jänner 2018 bis 4. November 2018)
- Michael Brandner (von 5. November 2018 bis 2. Dezember 2018)
- Miroslav Bojčeski (von 3. Dezember 2018 bis 30. Juni 2020)
- Heimo Pfeifenberger (1. Juli 2020 bis 31. Dezember 2021)
- Thomas Schnöll (1. Jänner 2022 bis 21. November 2022)
- Arsim Deliu (seit 2. Jänner 2023)

## SV Grödig II
Die zweite Mannschaft des SV Grödig spielt seit 2016/17 in der 1. Landesliga.

## Fangemeinde
Der erste Fanclub des SV Grödig hat sich im Frühjahr 2013 gegründet und kommt aus Rhede/Westfalen in Deutschland.

### Aktive Fanclubs
- Fanclub Blues-Weiß Rhede
- Fanclub Blue-White Power
- academy-Fanclub SV Grödig